# Détendeur
 (août 2013).
Si vous disposez d'ouvrages ou d'articles de référence ou si vous connaissez des sites web de qualité traitant du thème abordé ici, merci de compléter l'article en donnant les références utiles à sa vérifiabilité et en les liant à la section « Notes et références ».

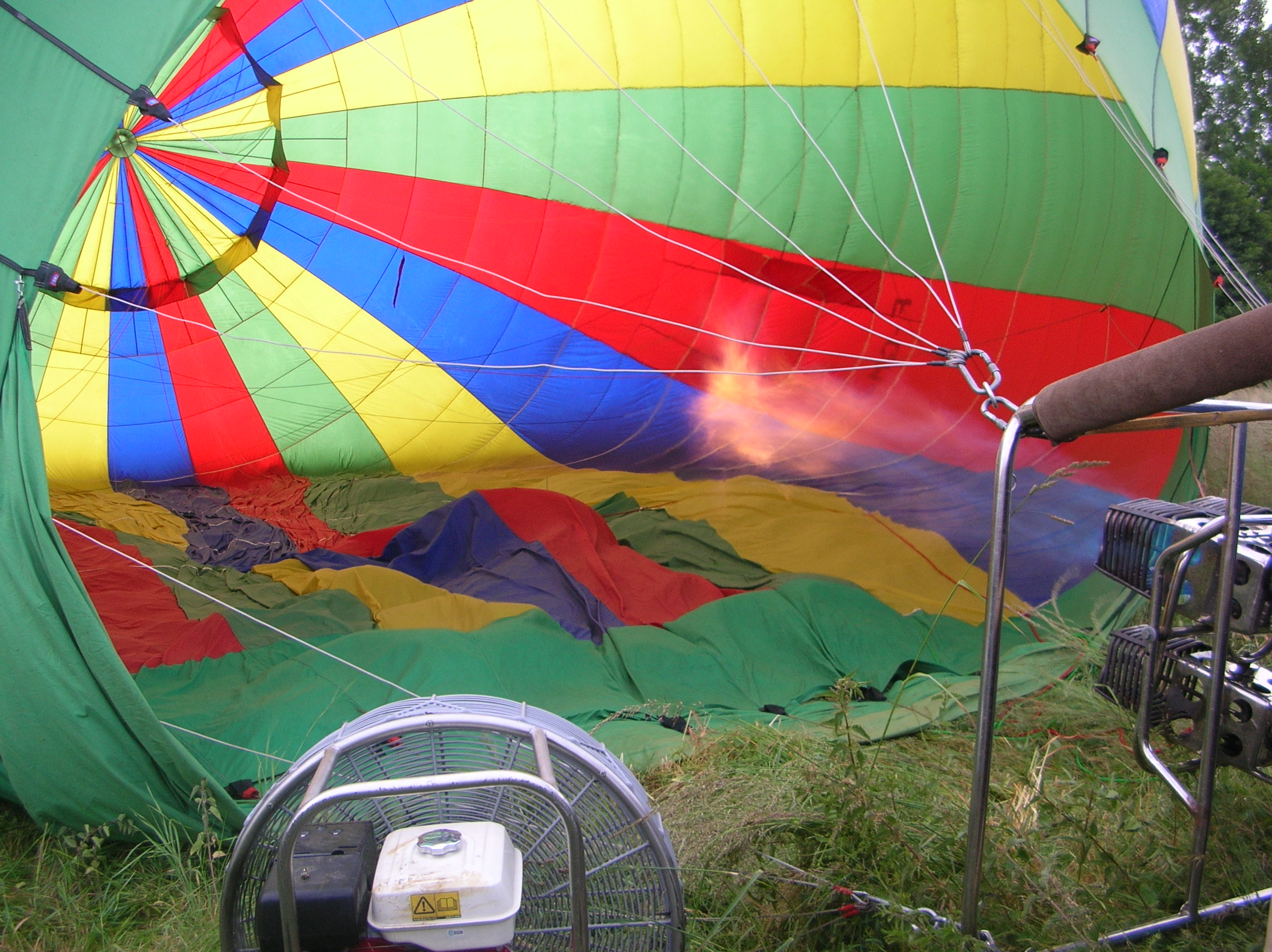
Serpentins de détente d'une montgolfière

Un détendeur, aussi nommé régulateur de pression, est un mécanisme qui régule la pression d'un fluide sur l'aval du circuit sur lequel il est installé. Il peut faire passer un gaz stocké dans un étage (bouteille de gaz, bouteille de plongée, appareil respiratoire isolant, réserve à oxygène, accumulateur, etc.) à une certaine pression, vers un étage de pression inférieure.

## Mécanisme

### Détendeur à simple détente

Schéma d'un détendeur simple détente

Le gaz à haute pression contenu dans la bouteille entre dans le détendeur par la valve d'entrée qui contrôle le flux. La pression à l'intérieur du détendeur augmente ce qui pousse le diaphragme et la valve qui y est attachée limitant ainsi l'entrée du gaz. La sortie est munie d'une jauge de pression qui mesure la pression du gaz sortant. Quand le gaz sort du détendeur, la pression interne diminue et le diaphragme est repoussé par le ressort ce qui ouvre la valve et laisse entrer plus de gaz dans le détendeur. La pression dépend donc principalement de la poussée du ressort qui peut être ajustée par un volant de régulation. Les détendeurs simple détente nécessitent un réajustement fréquent de la pression car lorsque la pression de la bouteille baisse, la pression de sortie du détendeur augmente.

### Détendeur à double détente

Schéma d'un détendeur double détente

Les détendeurs à double détente réunissent deux détendeurs simple détente pour réduire progressivement la pression en deux étapes. Le premier qui est pré-réglé réduit la pression à un niveau intermédiaire. Le gaz passe ensuite dans le second détendeur. Le gaz en sort à la pression (pression de travail) réglée par le volant de régulation. Les détendeurs à double détente possèdent généralement deux soupapes de sécurité pour éviter toute explosion en cas de surpression excessive. Dans les détendeurs à double détente la baisse de pression de la bouteille est automatiquement compensée.

## Types de détendeurs spécifiques
On trouve des détendeurs dans plusieurs domaines où ils ont des utilisations spécifiques :
- dans une pompe à chaleur ou un dispositif de réfrigération, un détendeur thermostatique est généralement présent dans le cycle suivi par un fluide ;

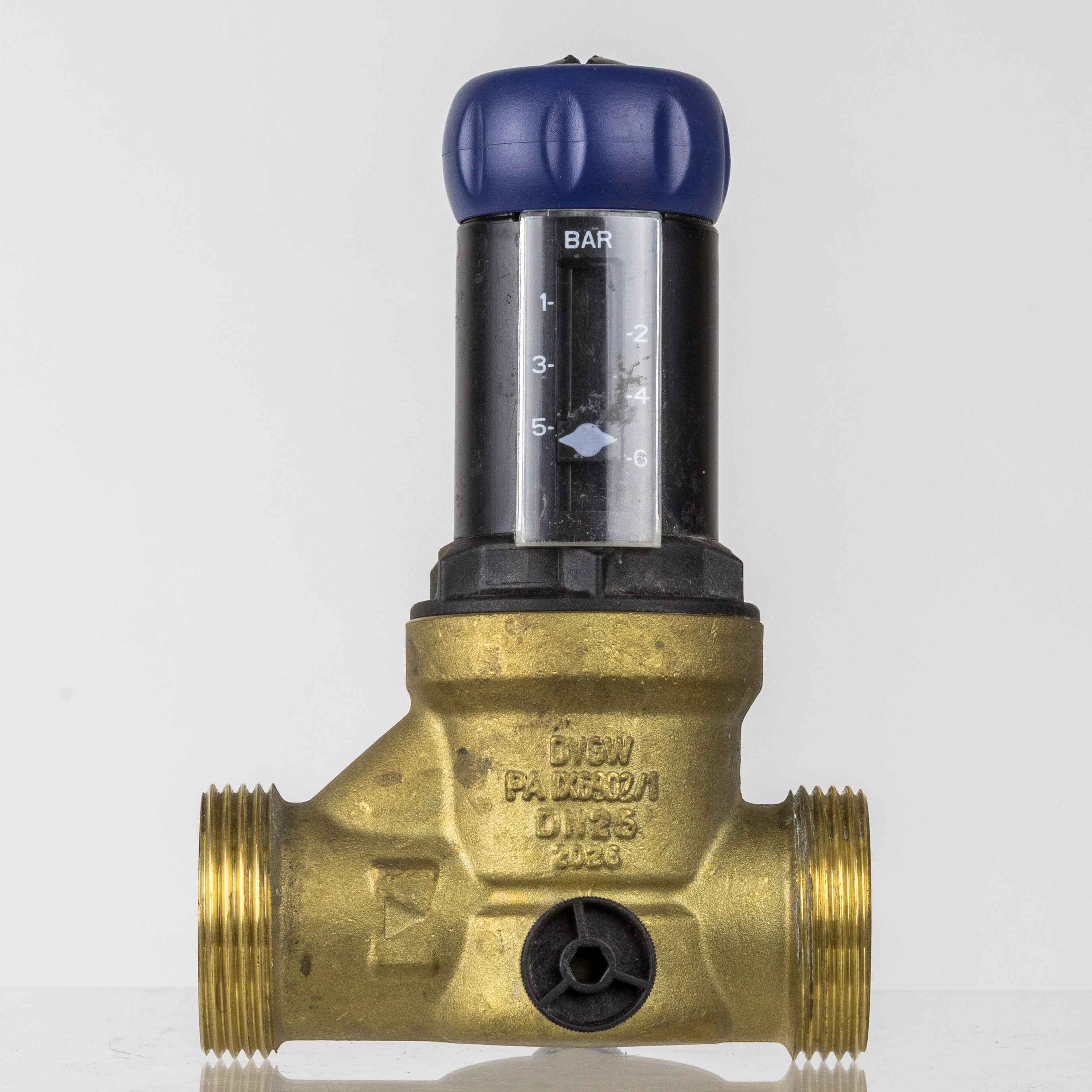
Détendeur de l'eau domestique. La pression de sortie est réglée par le volant bleu et indiquée sur l'échelle verticale.

- en robinetterie, le détendeur se place, dans une construction, après le compteur d'eau pour réduire la pression du réseau urbain à environ 3 bars, afin de préserver les tuyauteries et raccords et éviter les fuites ;
- en plongée en scaphandre autonome, le détendeur est le mécanisme qui permet à un plongeur de respirer l'air contenu dans sa bouteille de plongée à la pression à laquelle il évolue ;
- dans un véhicule alimenté en gaz comprimé (gaz naturel, méthane ou encore hydrogène) qu'il soit mû par un moteur à combustion interne ou un moteur électrique connecté à une pile à hydrogène ou pile à combustible. Le rôle du détendeur intégré à la tête de réservoir (détendeur fonctionnalisé) est de détendre le gaz contenu dans le réservoir (200, 350 ou 700 bar) à une pression d'utilisation de quelques bar généralement, tout en assurant les fonctions de sécurité nécessaires.

### Détendeur en plongée sous-marine

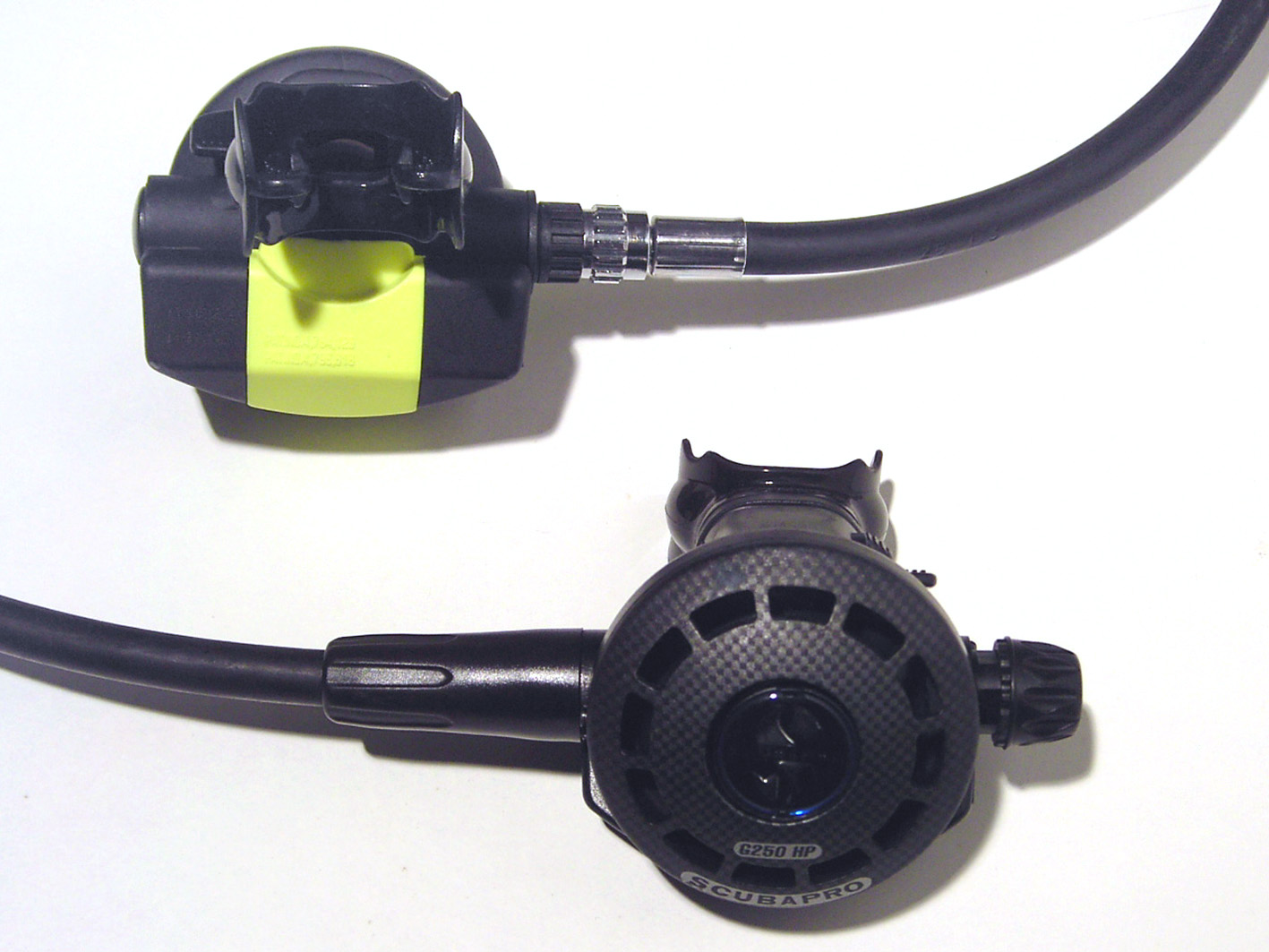
Détendeurs de plongée

Le détendeur utilisé pour la plongée en scaphandre autonome est un mécanisme qui permet à un plongeur de respirer l'air contenu dans sa bouteille de plongée à la pression à laquelle il évolue. L'arrivée du détendeur dans la pratique de la plongée sous-marine a aussi permis l'avènement du scaphandre autonome. Le détendeur d'un scaphandre autonome est à un tel point le principal élément qui le constitue que la plongée dite avec détendeur est synonyme de la plongée dite en scaphandre autonome. La seule différence entre ces deux termes est que le terme détendeur se réfère à un équipement en particulier et que le terme scaphandre autonome se réfère aussi aux autres équipements nécessaires à la pratique de la plongée subaquatique (palmes, masque, ceinture de lest, combinaison, etc.).